# Golpe de Estado no Burundi em novembro de 1966
O golpe de Estado no Burundi em novembro de 1966 ocorreu em 26 de novembro de 1966 quando Michel Micombero, primeiro-ministro burundiano de 26 anos, destituiu o rei burundiano de 19 anos, Ntare V, em um golpe de Estado. Ntare V estava fora do país no momento do golpe e os líderes golpistas rapidamente conseguiram depor a monarquia. Micombero declarou o fim da monarquia e do Reino de Burundi, tornando-o uma república com Micombero como seu primeiro presidente..
Este foi o terceiro golpe de Estado no Burundi em treze meses e Micombero, um tutsi, governaria o país pelos próximos dez anos, incluindo durante o genocídio em 1972. Micombero seria afinal deposto durante um golpe de Estado não violento de 1976.

## Contexto
O golpe de novembro de 1966 foi o último de três golpes de Estado que ocorreram no Burundi em 1965 e 1966. Os golpes anteriores (em novembro de 1965 e em julho de 1966) acompanharam o assassinato do primeiro-ministro, Pierre Ngendandumwe, em 15 de janeiro de 1965, e as primeiras eleições parlamentares do país em maio de 1965. Os assassinatos, as tentativas de golpes, as eleições controversas e as campanhas de limpeza étnica combinaram-se para fazer o período imediatamente após a independência uma época tumultuada para a sociedade burundiana.